# Tharsiella romettensis
Tharsiella romettensis är en snäckart som först beskrevs av Granata Grillo 1877.  Tharsiella romettensis ingår i släktet Tharsiella och familjen Skeneidae. Inga underarter finns listade i Catalogue of Life.